# Metrocolor
El Metrocolor™ és un sistema de filmació de pel·lícules a color que va fer servir la Metro-Goldwyn-Mayer entre els anys 1950 i 80 del segle xx. Els seus colors no eren tan brillants com els del Technicolor. També se li va fer servir amb el sistema Cinemascope (2 bandes negres a dalt i avall de la pantalla i al centre la pel·lícula), igual que en les sèries de televisió. Un altre sistema de filmació en color era el Eastmancolor, més barat que els altres dos.

## Laboratoris

### Culver City
Els principals laboratoris de revelat Metrocolor estaven situats a Culver City als estudis de la Metro-Goldwyn-Mayer (ara Sony Pictures Studios), a l'edifici dedicat a Frank Capra.

### Londres
El laboratori Metrocolor de Londres va tancar l'any 2000 després de la fusió amb Technicolor.